# Avenue Georges-Métayer
L'avenue Georges-Métayer est une voie publique de la commune de Rouen.

## Situation et accès
L'avenue Georges-Métayer est située sur la rive droite de la Seine à Rouen. On y accède par la rampe Saint-Hilaire.

## Origine du nom
Elle porte le nom de Georges Métayer, maire de Rouen.

## Historique
Percée lors de la création du cimetière monumental de Rouen, ouvert en 1828, l'avenue porte à l'origine le nom de cimetière monumental. 
Elle double la rue de la Rampe (rue Francis-Yard) qui vient border le nouveau cimetière par le Nord-Ouest.

## Bâtiments remarquables et lieux de mémoire
- À son point culminant se trouve l'entrée historique (1825) du cimetière monumental ouvert en 1828;
- Monument aux morts de la guerre de 1870-1871[2]. Les plaques portent les noms de 150 officiers, sous-officiers et soldats suivant leur unité d'affectation (dont 10 mobiles de l'Ardèche). Eugène Bénet, sculpteur ; Georges Chedanne, architecte.
- Le sculpteur François-Alexandre Devaux y a son domicile[3], dans lequel il meurt en 1904.
- L'avenue est citée dans un recueil de nouvelles de 1991[4].